# Wilfredo C. Flores
Wilfredo César Flores Castro (n. 2 de mayo de 1972) es un ingeniero eléctrico, académico y funcionario hondureño. Desde 2022 es comisionado de la Comisión Reguladora de Energía Eléctrica de Honduras y en 2024 asumió la presidencia de la Comisión Regional de Interconexión Eléctrica, organismo regulador del Mercado Eléctrico Regional de América Central. Su trabajo ha sido citado en informes y foros internacionales sobre políticas de integración energética regional.

## Formación académica
Es ingeniero eléctrico por la Universidad Nacional Autónoma de Honduras (UNAH). Realizó una Maestría en Administración de Empresas en el Instituto Tecnológico y de Estudios Superiores de Monterrey (ITESM), así como una maestría en astronomía y astrofísica en la UNAH. Obtuvo un Doctorado en ingeniería eléctrica por la Universidad Nacional de San Juan en Argentina.

## Trayectoria
En 2023, fue designado representante de Honduras ante la Comisión Regional de Interconexión Eléctrica(CRIE), organismo regulador del Mercado Eléctrico Regional de América Central. Desde este cargo ha impulsado iniciativas para la transición energética y la integración de nuevos países al mercado eléctrico regional.
Desde 2022, ejerce como comisionado de la Comisión Reguladora de Energía Eléctrica(CREE) de Honduras, participando en procesos regulatorios del sector eléctrico de Honduras, incluyendo licitaciones de generación de energía y revisión de tarifas.
Entre 2011 y 2013, formó parte del equipo técnico del Ente Operador Regional(EOR) en El Salvador, colaborando en la coordinación operativa del sistema eléctrico centroamericano.
De 2007 a 2015, se desempeñó como analista en la Secretaría de Energía de Honduras, trabajando en políticas de planificación energética y regulación del mercado.
Inició su carrera profesional en la Empresa Nacional de Energía Eléctrica (ENEE), donde fue ingeniero de mantenimiento entre 1995 y 2001.

## Docencia e investigación
Ha sido profesor en la Universidad Tecnológica Centroamericana (UNITEC) y en la UNAH en áreas de energía, redes eléctricas e inteligencia computacional.
Es autor y coautor de más de 40 publicaciones científicas indexadas en IEEE Xplore, Elsevier y IET, con más de 800 citas registradas en Google Scholar. En 2012 fue nombrado Senior Member del IEEE y en 2015 ingresó como miembro de la Academia Nacional de Ciencias de Honduras

## Publicaciones destacadas
Libros
- Flores, W. C. (2016). El sector energía de Honduras: aspectos necesarios para su comprensión y estudio. Editorial Guaymuras. ISBN 978-99926-52-78-7.

Capítulos de libros
- Flores, W. C., Barrionuevo, J., & Torres, S. P. (2022). "Remedial action scheme to improve resiliency under failures in the Central American power grid". En *Electric Power Systems Resiliency* (pp. 71–85). Academic Press. doi:10.1016/B978-0-323-85536-5.00009-6
- Flores, W. C., et al. (2021). "Transformer failure rate and reliability analysis in the Honduran electrical network". En *Recent Advances in Electrical Engineering and Renewable Energy* (pp. 209–225). Springer. doi:10.1007/978-981-33-6456-1_17
- Chamorro, H. R., et al. (2024). "Behavioral analysis of Central American power market during pandemics and natural disasters". En *Energy Efficiency of Modern Power and Energy Systems* (pp. 443–470). Elsevier. doi:10.1016/B978-0-443-21644-2.00019-1
- Jovel-Zelaya, B. R., et al. (2023). "Effects of an hourly tariff on the electricity power sector—the Honduran model". En *Green Energy Systems* (pp. 69–91). Academic Press. doi:10.1016/B978-0-323-95108-1.00004-5
- Carranza, W. A., et al. (2021). "Impact of the Photovoltaic Integration on the Hydrothermal Dispatch on Power Systems". En Singh, S. N., Tiwari, P., & Tiwari, S. (eds.), *Fundamentals and Innovations in Solar Energy. Energy Systems in Electrical Engineering*. Springer, Singapore. doi:10.1007/978-981-33-6456-1_17

Artículos
- Flores, W. C., et al. (2011). "Expert system for the assessment of power transformer insulation condition based on type-2 fuzzy logic systems". *IET Generation, Transmission & Distribution*, 5(8), 8119–8127. doi:10.1016/j.eswa.2010.12.153
- Flores, W. C., et al. (2009). "Fuzzy risk index for power transformer failures due to external short-circuits". *Electric Power Systems Research*, 79(4), 539–549. doi:10.1016/j.epsr.2008.06.021
- Li, F., et al. (2022). "The COVID-19 Boost for Clean Electricity: Accelerating Clean Energy Development Through Pandemic-Era Measures". *IEEE Power and Energy Magazine*, 20(6), 56–65. doi:10.1109/MPE.2022.3199896
- Li, F., et al. (2022). "Transmission system resilience during COVID-19: Challenges and strategies". *Lamps & Light Journal*. doi:10.1111/lamp.12147
- Flores, W., Mombello, E., Rattá, G., & Jardini, J. A. (2006). "Vida de transformadores de potencia sumergidos en aceite: Situación actual. Parte II. Correlación entre resultados de ensayos físico-químicos". *IEEE Latin America Transactions*, 4(5), 344–351. Texto completo

## Reconocimientos
- Senior Member del IEEE (2012).
- Miembro de la Academia Nacional de Ciencias de Honduras (2015).
- Conferencista invitado en foros energéticos de la Organización Latinoamericana de Energía (OLADE) y la CEPAL.[11]